# Álabe

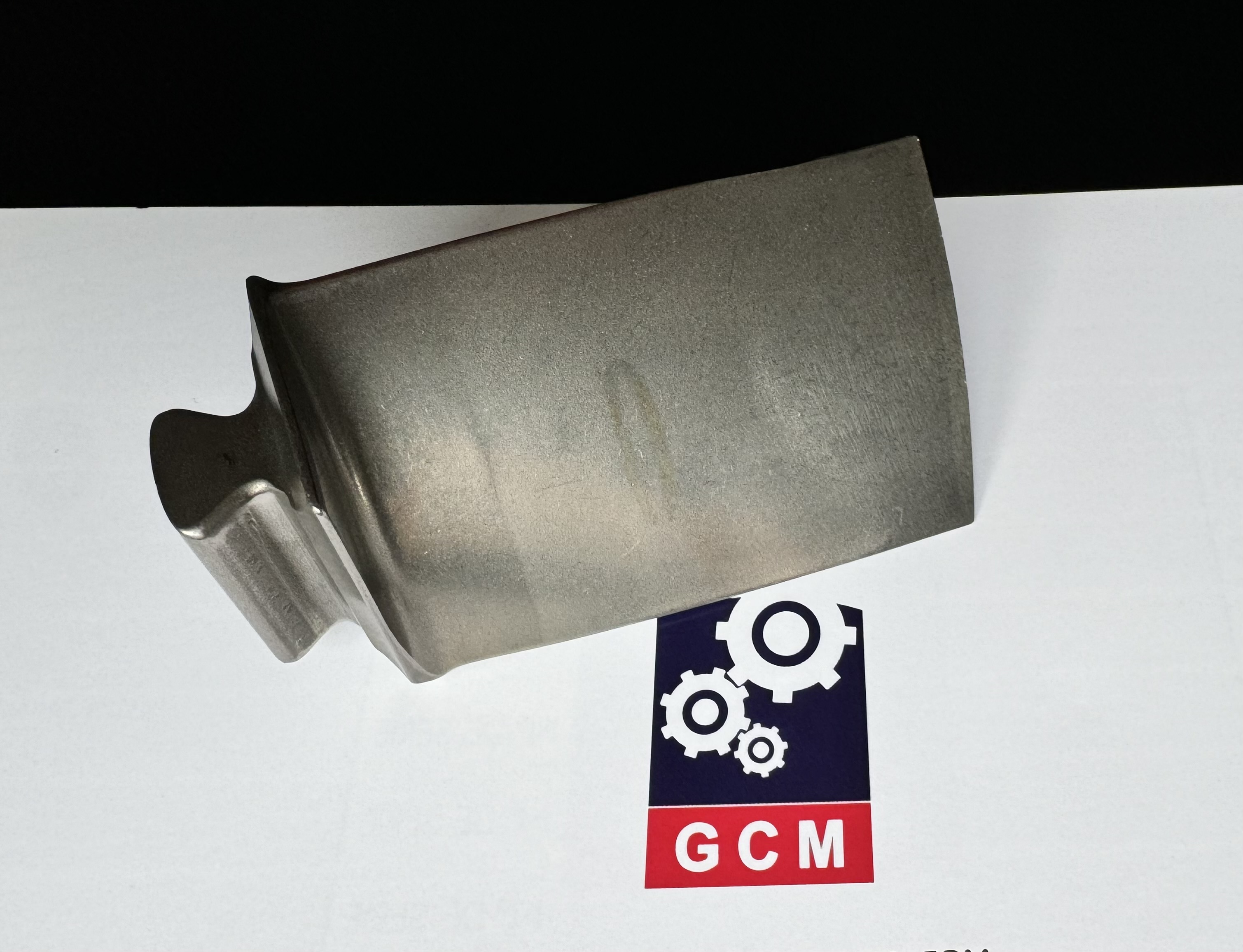
Álabe de turbofan de un Boeing 737, alojado en compresor de alta de la turbina

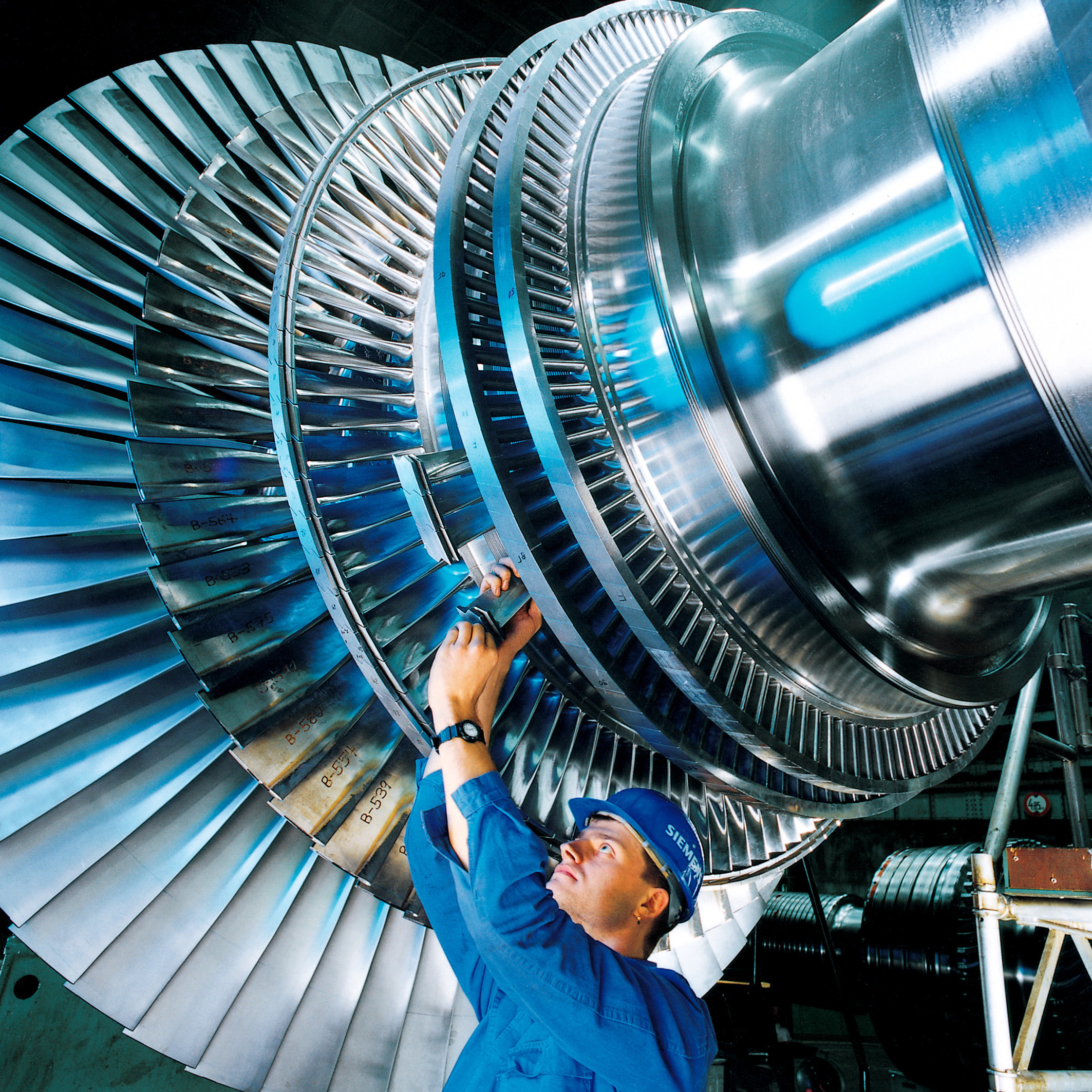
Rotor de una turbina de vapor.

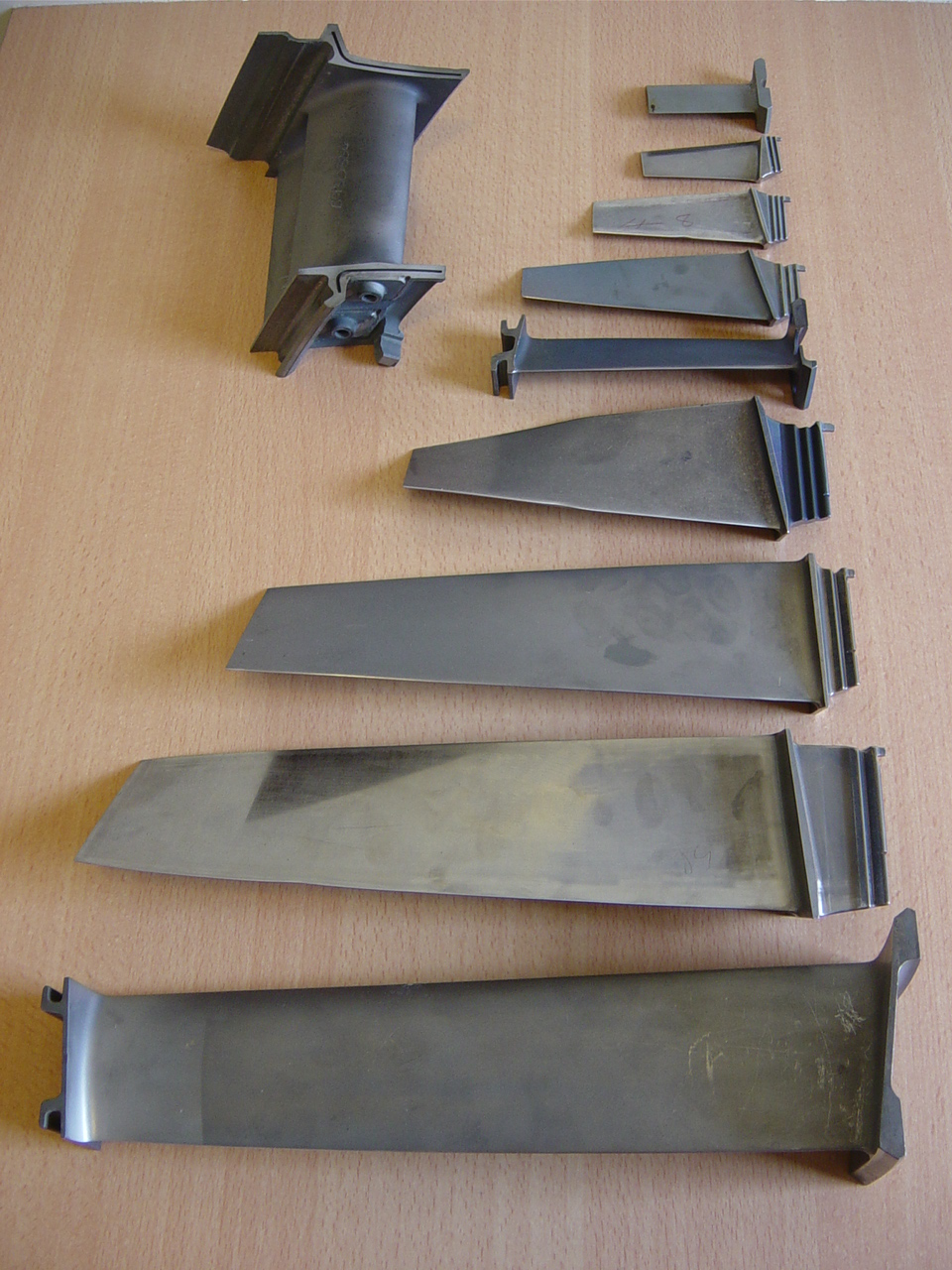
Conjunto de álabes del motor aeronáutico Olympus 593 del Concorde.

Un álabe es la paleta curva de una turbomáquina o máquina de fluido rotodinámica. Forma parte del rodete y, en su caso, también del difusor o del distribuidor. Los álabes desvían el flujo de corriente, bien para la transformación entre energía cinética y energía de presión por el principio de Bernoulli, o bien para intercambiar cantidad de movimiento del fluido con un momento de fuerza en el eje.
En el caso de las máquinas generadoras, esto es, bombas y compresores, los álabes del rodete transforman la energía mecánica del eje en entalpía. En las bombas y compresores con difusor, los álabes del estátor recuperan energía cinética del fluido que sale del rotor para aumentar la presión en la brida de impulsión. En las bombas, debido al encarecimiento de la máquina que ello conlleva, se dispone de difusor únicamente cuando obtener un alto rendimiento es muy importante, por ejemplo en máquinas de mucha potencia que funcionan muchas horas al año.
En las máquinas motoras, ya sean turbinas hidráulicas o térmicas, el rodete transforma parte de la entalpía del fluido en energía mecánica en el eje. Los álabes del distribuidor conducen la corriente fluida al rodete con una velocidad adecuada en módulo y dirección, transforman parte de la energía de presión en energía cinética y, en aquellos casos en que los álabes son orientables, también permiten regular el caudal.

## Características según el grado de reacción
En las máquinas de acción, como es el caso de una turbina Pelton o una turbina Turgo, el fluido en el rodete se encuentra a una presión prácticamente constante que con frecuencia es la presión ambiental, por lo que en ellas, se utiliza solo la energía cinética del fluido que incide en los álabes, por lo que se utilizan toberas que previamente aumentan la velocidad del fluido y disminuyen la presión.
En las máquinas de reacción, como en una turbina Francis o en una turbina Kaplan, la sección de un álabe es similar a un perfil aerodinámico, lo que permite aprovechar también parte de la energía de presión o de la altura estática de la entrada.

## Fabricación y montaje
Los álabes operan solicitados a grandes esfuerzos de vibratorios para lo que requieren suficiente resistencia a fatiga. En particular, debe fabricarse con procesos cuidadosos para que soporte condiciones de desgaste y resonancia, así como funcionar óptimamente en función de las situaciones de presión, temperatura y viscosidad del fluido.
Para los álabes de turbinas de gas, los materiales más usados son las superaleaciones de titanio o de níquel y las aleaciones de wolframio-molibdeno.
Su montaje sobre el rotor requiere especial cuidado, prestando especial atención al ángulo óptimo. Los álabes se encuentran en turbinas de gas, turbinas de vapor, turbocompresores, ventiladores y otros equipos rotatorios.
Debido a que los álabes giran a grandes revoluciones se hace necesaria que la construcción y el montaje de los mismos se haga con mucha precisión para evitar vibraciones excesivas durante el funcionamiento.